# Idaea persimilis
Idaea persimilis là một loài bướm đêm trong họ Geometridae.